# Maison natale de Milica Pavlović à Čačak
La maison natale de Milica Pavlović à Čačak (en serbe cyrillique : Кућа народног хероја Милице Павловић у Чачку ; en serbe latin : Kuća narodnog heroja Milice Pavlović u Čačku) se trouve à Čačak, dans le district de Moravica, en Serbie. Elle est inscrite sur la liste des monuments culturels protégés de la république de Serbie (identifiant no SK 488),,.

## Présentation
La maison, située 33 rue Kneza Miloša, a vu naître Milica Pavlović Dara (1915-1944), qui a été décorée de l'Ordre du Héros national à titre posthume en 1949.